# Estadio Žalgiris
El estadio Žalgiris (en lituano, Žalgirio stadionas) fue un estadio multiusos ubicado en Vilna, Lituania. Permaneció abierto desde 1951 hasta 2011, con un aforo de 15 000 espectadores. 

## Historia
El estadio Žalgiris fue construido a finales de los años 1940 por prisioneros de guerra alemanes, sobre los terrenos de una instalación anterior que había sido erigida en tiempos de la Segunda República Polaca. La inauguración oficial tuvo lugar en 1951 como «estadio Spartak» y en aquella época era el más grande de la República Socialista Soviética de Lituania, con competencias de fútbol y atletismo. El nombre final, adoptado en 1961, es una referencia a la batalla de Grunwald, conocida en Lituania como batalla de Žalgiris (en español, «bosque verde»).
Tras la independencia en 1991 se convirtió en sede de la selección de fútbol de Lituania. No obstante, años después la Federación Lituana prefirió jugar en el estadio S. Darius y S. Girėnas de Kaunas, por lo que el Žalgiris quedó relegado a los equipos de fútbol de la capital: el Žalgiris Vilnius y el REO Vilnius.
La falta de mantenimiento motivó el cierre del estadio Žalgiris en 2011, coincidiendo con la remodelación del estadio de la Federación de Fútbol. Pese a que varios deportistas lituanos reclamaron al gobierno que asumiera su reconstrucción, se autorizó la venta de los terrenos a un grupo inmobiliario. La instalación fue derribada en 2016 y en su lugar se han construido viviendas.

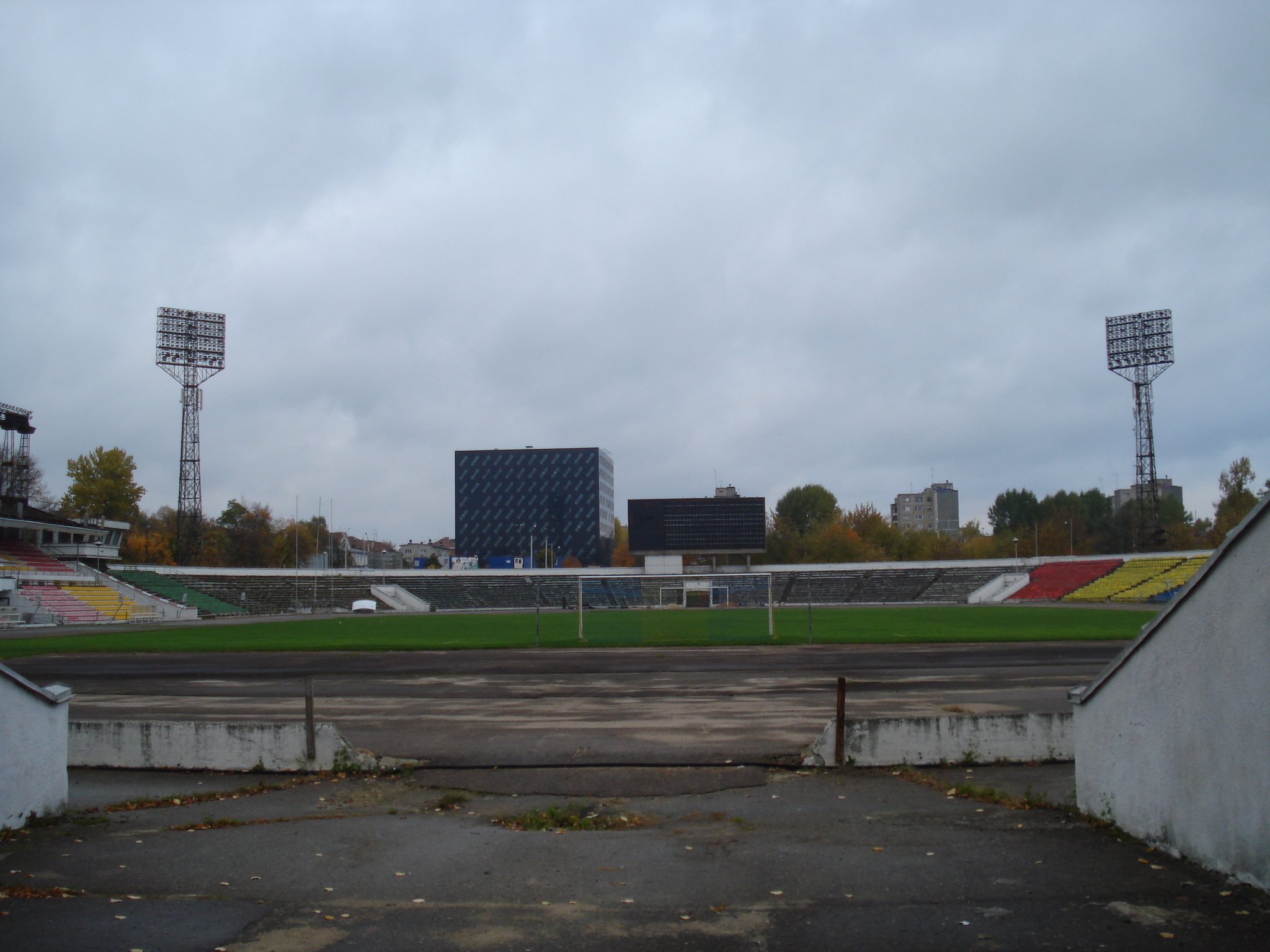